# Ꙟ
Yn (Ꙟ ꙟ, chữ nghiêng: Ꙟ ꙟ) là một chữ cái Kirin cổ. Nó trông giống như chữ cái Psi (Ѱ ѱ) trong bảng chữ cái Kirin cổ với nửa trên bị lộn ngược, nhưng phần lớn mọi người thấy chữ cái này trông giống như một mũi tên hướng thẳng đứng lên trên (↑).
Nó được sử dụng trong bảng chữ cái Kirin România, trong đó nó đại diện cho các âm [ɨn], [ɨm] và [ɨ] ở đầu từ. Trong bảng chữ cái România hiện đại, nó được thay thế bằng ⟨în⟩, ⟨îm⟩, hay ⟨î⟩.

## Mã máy tính
| Kí tự               | Ꙟ                          | Ꙟ                          | ꙟ                        | ꙟ                        |
| ------------------- | -------------------------- | -------------------------- | ------------------------ | ------------------------ |
| Tên Unicode         | CYRILLIC CAPITAL LETTER YN | CYRILLIC CAPITAL LETTER YN | CYRILLIC SMALL LETTER YN | CYRILLIC SMALL LETTER YN |
| Mã hóa ký tự        | decimal                    | hex                        | decimal                  | hex                      |
| Unicode             | 42590                      | U+A65E                     | 42591                    | U+A65F                   |
| UTF-8               | 234 153 158                | EA 99 9E                   | 234 153 159              | EA 99 9F                 |
| Tham chiếu ký tự số | &#42590;                   | &#xA65E;                   | &#42591;                 | &#xA65F;                 |

- Vì một số phông chữ chứa các ký tự tượng trưng thích hợp, mũi tên hướng lên (↑) đôi khi được thay thế. Các phông chữ đáng chú ý bao gồm ký tự này là FreeSerif và Segoe UI (kể từ Windows 8).